# Курбін (округ)
Курбін (алб. Rrethi i Kurbinit) — один з 36 округів Албанії.
Округ, що займає територію 263 км², є третім за чисельністю населення в країні і відноситься до області Лежа. Адміністративний центр — місто Лачі.
Велика частина населення — католики.

## Географічне положення
Округ Курбін розташований в північній частині Албанії на узбережжі Адріатичного моря. Довжина прибережної смуги — 10 км, ширина -- 10 км, ще стільки ж кілометрів углиб займають пагорби і північні відроги гір Скандербега. На східному кордоні з округом Маті гори досягають висоти понад 1000 м, тут же знаходиться найвища точка округу, гора Maja e Hutit (1316 м). На півночі межа округу проходить по річці Маті, а на півдні — по гирлу річки Ішмі.
При соціалізмі була проведена меліорація узбережжя. До цього місцевість була практично безлюдною, лише окремі будинки стояли на палях. На північ від Маммураша росли зниклі нині ліси, що служили притулком розбійникам. На південній околиці міста Лачі є сірчані джерела.

## Економіка і промисловість
Після закриття промислових підприємств у містах Лачі і Маммураш велика частина населення знову зайнялася сільським господарством. Рівень безробіття в окрузі — найвищий в Албанії, проте, сюди перебираються жителі гірських районів Північної Албанії.
Після завершення будівництва прибережного автобану з Тирани в Лежу автомобільне сполучення в окрузі практично завмерло, так як більшість сіл пов'язані з автобаном. Гілка албанської залізниці, що проходить через округ, також не має великого значення.

## Історія
Перші згадки про цей район Албанії відносяться до XIV століття. Тоді гориста місцевість між Круєю і річкою Маті носила назву Корбін або Корвін. Прибережна смуга була осушена і заселена лише в XX столітті.
Історичним центром Курбін є село Delbnisht у декількох кілометрах на схід Лачі. Жінки Курбін носять національний одяг округу Мірдіта, а чоловіки — Круї.
До початку 90-х років Курбін відносився до округу Круя, у 1992 році він отримав назву округ Лачі, а у 1999 — своє сучасне ім'я.

## Адміністративний поділ
Територіально округ розділений на міста Лачі, Маммураш і 2 громади: Fushë-Kuqja, Milot.